# 棕鳞肉刺蕨
棕鳞肉刺蕨（学名：Nothoperanema diacalpioides）为鳞毛蕨科肉刺蕨属下的一个种。